# Bányapénz
A bányapénz (németül Bergwerksmarke) olyan zseton, amelyet a bányászok, illetve a bányák által közvetlenül vagy közvetve foglalkoztatott egyéb dolgozók kifizetésére használtak, s melyet a bányaüzem étkezdéjében lehetett elkölteni vagy törvényes pénzre lehetett váltani. Magyarországon a 16–19. században vertek bányapénzeket a felvidéki és erdélyi bányavidékeken dolgozó bányászok számára, mivel ekkoriban ők képezték az ország egyetlen jelentősebb bérjövedelemből élő csoportját. Kivitelük az érméknél durvább, éremképként többnyire bányászjelvény és az adott bányaváros, bányaüzem, vagy bányabérlő jelképe szerepelt rajtuk, az évszámot nem mindig tüntették fel, anyaguk főként réz.